# Cieutat
Cieutat est une commune française située dans le centre du département des Hautes-Pyrénées, en région Occitanie. Sur le plan historique et culturel, la commune est dans la région des Baronnies, dont le nom est issu d’une légende selon laquelle quatre seigneurs du Moyen Âge avaient pour habitude de festoyer ensemble aux sources de l’Arros, chacun d’eux gardant un pied sur sa terre et l’autre sur celle du voisin.
Exposée à un climat de montagne, elle est drainée par l'Arrêt, le Arrouy, ou Luz,, l'Arrédou, l'Arriou-Darré et par divers autres petits cours d'eau. La commune possède un patrimoine naturel remarquable composé de trois zones naturelles d'intérêt écologique, faunistique et floristique.
Cieutat est une commune rurale qui compte 606 habitants en 2022, après avoir connu un pic de population de 1 410 habitants en 1856. Elle fait partie de l'aire d'attraction de Tarbes..
Ses habitants sont appelés les Cieutatois.

## Géographie

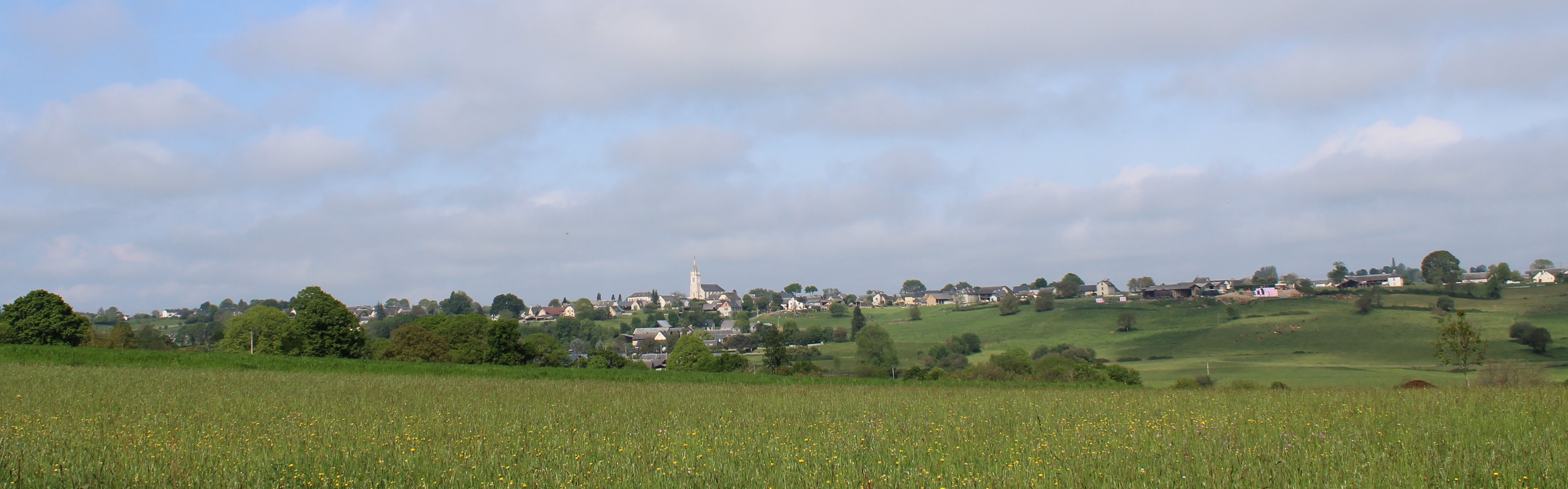
Panorama de Cieutat depuis la Chapelle de Roumé.

### Localisation
La commune de Cieutat se trouve dans le département des Hautes-Pyrénées, en région Occitanie.
Elle se situe à 17 km à vol d'oiseau de Tarbes, préfecture du département, à 8 km de Bagnères-de-Bigorre, sous-préfecture, et à 7 km de Tournay, bureau centralisateur du canton de la Vallée de l'Arros et des Baïses dont dépend la commune depuis 2015 pour les élections départementales.
La commune fait en outre partie du bassin de vie de Bagnères-de-Bigorre.
Les communes les plus proches sont : 
Artiguemy (2,6 km), Chelle-Spou (2,7 km), Poumarous (3,3 km), Orignac (3,7 km), Castillon (3,8 km), Argelès-Bagnères (3,9 km), Gourgue (4,3 km), Mérilheu (4,5 km).
Sur le plan historique et culturel, Cieutat fait partie de la province historique du Haut-Adour, autrefois incluse dans l’ancien comté de Bigorre. Il s’agit d’une zone montagneuse constituée des prolongements occidentaux des massifs de Néouvielle et de l’Arbizon,.

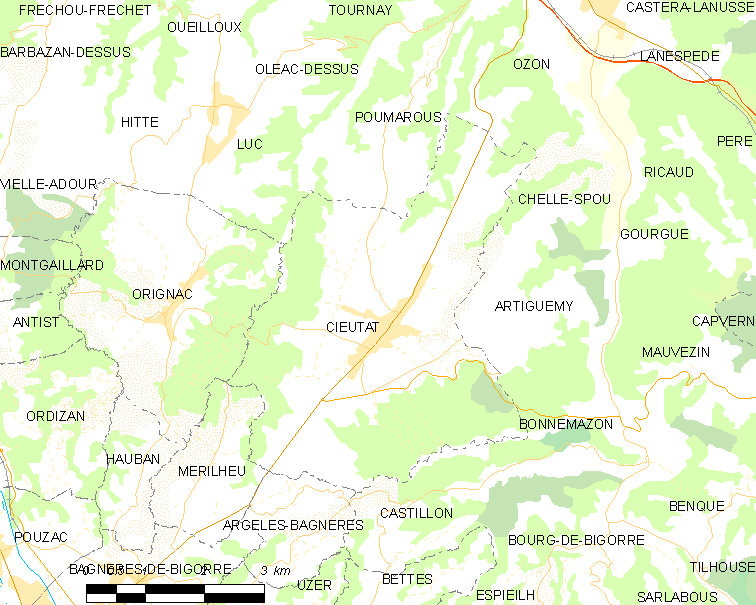
Carte de la commune de Cieutat et des proches communes.

| Luc                        | Poumarous | Ozon, Chelle-Spou |
| Orignac                    | Cieutat   | Artiguemy         |
| Mérilheu, Argelès-Bagnères | Castillon | Bonnemazon        |

### Hydrographie
La commune est dans le bassin de l'Adour, au sein du bassin hydrographique Adour-Garonne. Elle est drainée par l'Arrêt, l'Arrouy, ou Luz,, L'Arrédou, L'Arriou-Darré, le ruisseau Gascorre et par divers petits cours d'eau, constituant un réseau hydrographique de 21 km de longueur totale,.
L'Arrêt, d'une longueur totale de 15,3 km, prend sa source dans la commune de Mérilheu et s'écoule du sud vers le nord. Il traverse la commune et se jette dans l'Arros à Tournay, après avoir traversé 8 communes.
L'Arrouy, ou Luz,, d'une longueur totale de 10,3 km, prend sa source dans la commune de Gerde et s'écoule du sud vers le nord. Il traverse la commune et se jette dans l'Arros à Bonnemazon, après avoir traversé 7 communes.

### Climat
Le climat qui caractérise la commune est qualifié, en 2010, de « climat des marges montargnardes », selon la typologie des climats de la France qui compte alors huit grands types de climats en métropole. En 2020, la commune ressort du type « climat de montagne » dans la classification établie par Météo-France, qui ne compte désormais, en première approche, que cinq grands types de climats en métropole. Pour ce type de climat, la température décroît rapidement en fonction de l'altitude. On observe une nébulosité minimale en hiver et maximale en été. Les vents et les précipitations varient notablement selon le lieu.
Les paramètres climatiques qui ont permis d’établir la typologie de 2010 comportent six variables pour les températures et huit pour les précipitations, dont les valeurs correspondent à la normale 1971-2000. Les sept principales variables caractérisant la commune sont présentées dans l'encadré ci-après.
| Paramètres climatiques communaux sur la période 1971-2000 - Moyenne annuelle de température : 11,4 °C - Nombre de jours avec une température inférieure à −5 °C : 4,4 j - Nombre de jours avec une température supérieure à 30 °C : 5,3 j - Amplitude thermique annuelle : 14,6 °C - Cumuls annuels de précipitation : 1 013 mm - Nombre de jours de précipitation en janvier : 10,1 j - Nombre de jours de précipitation en juillet : 7,6 j |

Avec le changement climatique, ces variables ont évolué. Une étude réalisée en 2014 par la Direction générale de l'Énergie et du Climat complétée par des études régionales prévoit en effet que la  température moyenne devrait croître et la pluviométrie moyenne baisser, avec toutefois de fortes variations régionales. Ces changements peuvent être constatés sur la station météorologique de Météo-France la plus proche, « Tournay », sur la commune de Tournay, mise en service en 1970 et qui se trouve à 7 km à vol d'oiseau,, où la température moyenne annuelle est de 12,9 °C et la hauteur de précipitations de 998,7 mm pour la période 1981-2010.
Sur la station météorologique historique la plus proche, « Tarbes-Lourdes-Pyrénées », sur la commune d'Ossun, mise en service en 1946 et à 21 km, la température moyenne annuelle évolue de 12,2 °C pour la période 1971-2000, à 12,6 °C pour 1981-2010, puis à 12,9 °C pour 1991-2020.

### Milieux naturels et biodiversité
L’inventaire des zones naturelles d'intérêt écologique, faunistique et floristique (ZNIEFF) a pour objectif de réaliser une couverture des zones les plus intéressantes sur le plan écologique, essentiellement dans la perspective d’améliorer la connaissance du patrimoine naturel national et de fournir aux différents décideurs un outil d’aide à la prise en compte de l’environnement dans l’aménagement du territoire.
Une ZNIEFF de type 1 est recensée sur la commune :
le « réseau hydrographique des Baronnies » (390 ha), couvrant 35 communes du département et deux ZNIEFF de type 2, : 
- les « Baronnies » (20 367 ha), couvrant 43 communes du département[26] ;
- le « plateau et vallons des Coustalats » (7 832 ha), couvrant 25 communes du département[27].

## Urbanisme

### Typologie
Au 1er janvier 2024, Cieutat est catégorisée commune rurale à habitat dispersé, selon la nouvelle grille communale de densité à sept niveaux définie par l'Insee en 2022.
Elle est située hors unité urbaine. Par ailleurs la commune fait partie de l'aire d'attraction de Tarbes, dont elle est une commune de la couronne,. Cette aire, qui regroupe 153 communes, est catégorisée dans les aires de 50 000 à moins de 200 000 habitants,.

### Occupation des sols
L'occupation des sols de la commune, telle qu'elle ressort de la base de données européenne d’occupation biophysique des sols Corine Land Cover (CLC), est marquée par l'importance des territoires agricoles (60,2 % en 2018), une proportion sensiblement équivalente à celle de 1990 (60,6 %). La répartition détaillée en 2018 est la suivante : 
zones agricoles hétérogènes (45,8 %), forêts (36,3 %), prairies (14,4 %), zones urbanisées (3,5 %).
L'IGN met par ailleurs à disposition un outil en ligne permettant de comparer l’évolution dans le temps de l’occupation des sols de la commune (ou de territoires à des échelles différentes). Plusieurs époques sont accessibles sous forme de cartes ou photos aériennes : la carte de Cassini (XVIIIe siècle), la carte d'état-major (1820-1866) et la période actuelle (1950 à aujourd'hui).

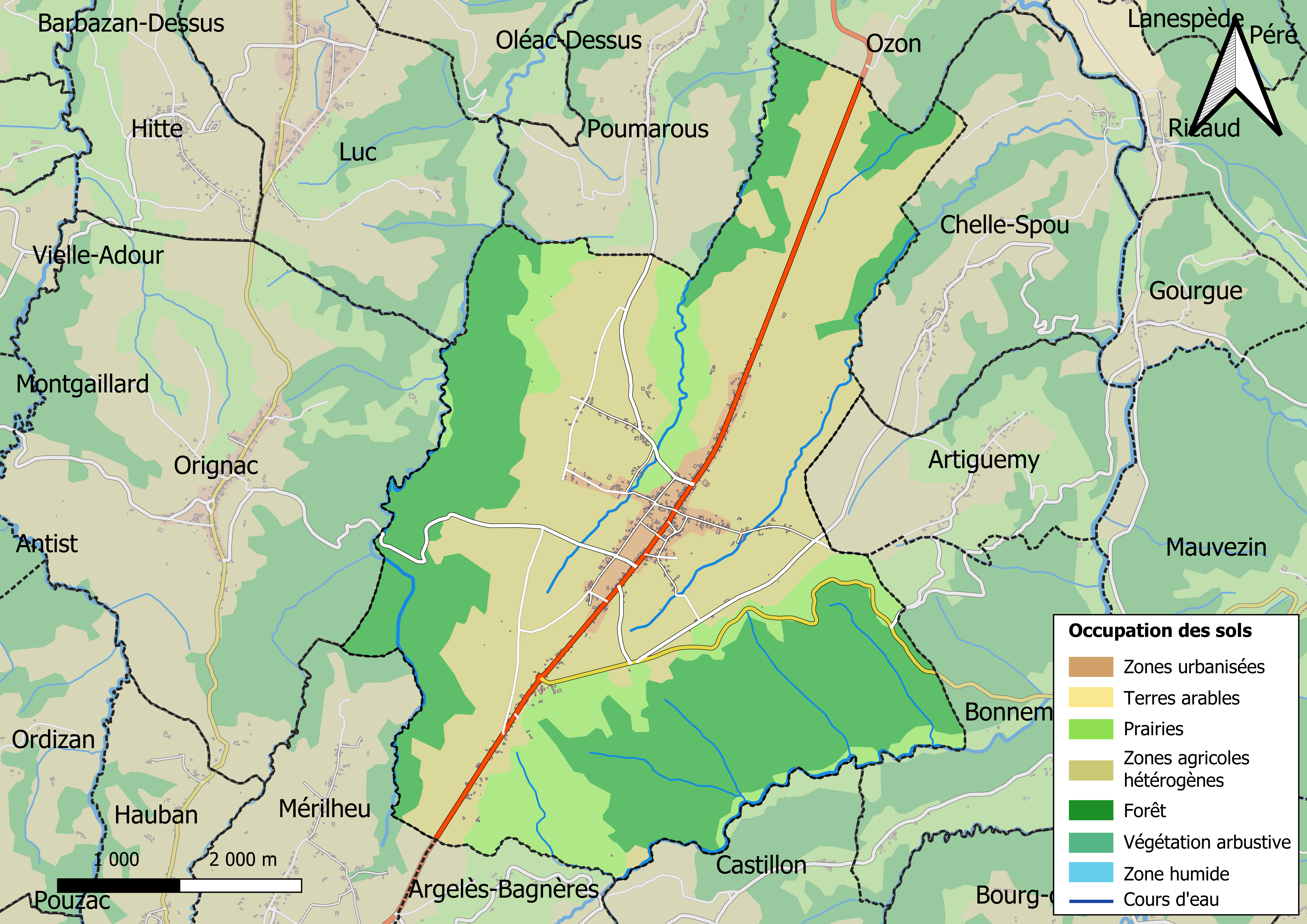
Carte des infrastructures et de l'occupation des sols en 2018 (CLC) de la commune.
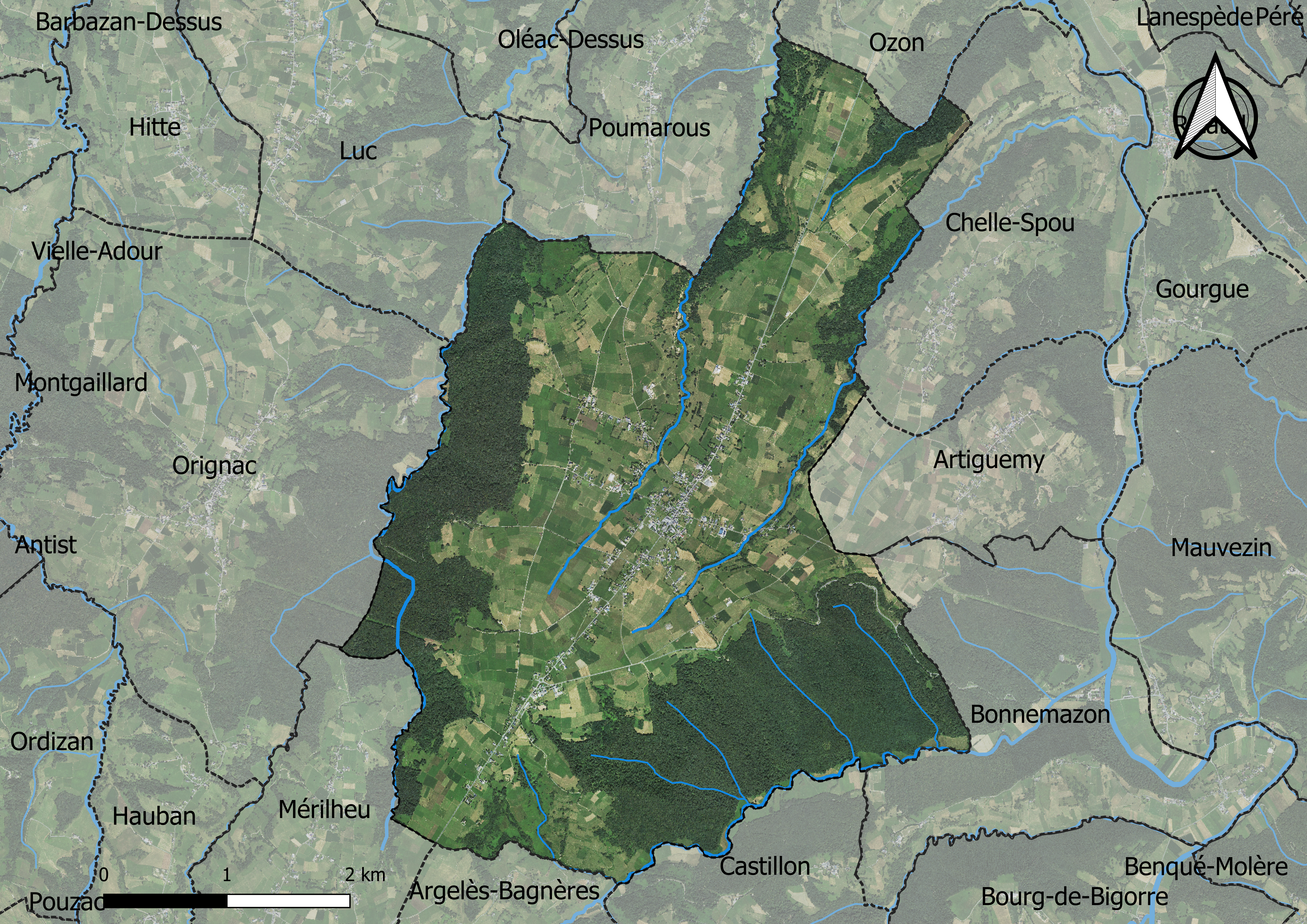
Carte orthophotogrammétrique de la commune.

### Logement
En 2012, le nombre total de logements dans la commune est de 352.

Parmi ces logements, 74.4  % sont des résidences principales, 17.0  % des résidences secondaires 8.5  % des logements vacants.

### Voies de communication et transports
Cette commune est desservie par la route départementale D 938 et  par les routes départementales D 20, D 83 et D 120.

### Risques majeurs
Le territoire de la commune de Cieutat est vulnérable à différents aléas naturels : météorologiques (tempête, orage, neige, grand froid, canicule ou sécheresse), inondations, feux de forêts, mouvements de terrains et séisme (sismicité moyenne). Il est également exposé à un risque technologique,  le transport de matières dangereuses. Un site publié par le BRGM permet d'évaluer simplement et rapidement les risques d'un bien localisé soit par son adresse soit par le numéro de sa parcelle.

#### Risques naturels
Certaines parties du territoire communal sont susceptibles d’être affectées par le risque d’inondation par débordement de cours d'eau, notamment l'Arrouy et l'Arrêt. La cartographie des zones inondables en ex-Midi-Pyrénées réalisée dans le cadre du XIe Contrat de plan État-région, visant à informer les citoyens et les décideurs sur le risque d’inondation, est accessible sur le site de la DREAL Occitanie. La commune a été reconnue en état de catastrophe naturelle au titre des dommages causés par les inondations et coulées de boue survenues en 1982, 1988, 1999 et 2009,.
Cieutat est exposée au risque de feu de forêt. Un plan départemental de protection des forêts contre les incendies a été approuvé par arrêté préfectoral le 21 avril 2020 pour la période 2020-2029. Le précédent couvrait la période 2007-2017. L’emploi du feu est régi par deux types de réglementations. D’abord le code forestier et l’arrêté préfectoral du 27 octobre 2014, qui réglementent l’emploi du feu à moins de 200 m des espaces naturels combustibles sur l’ensemble du département. Ensuite celle établie dans le cadre de la lutte contre la pollution de l’air, qui interdit le brûlage des déchets verts des particuliers. L’écobuage est quant à lui réglementé dans le cadre de commissions locales d’écobuage (CLE).

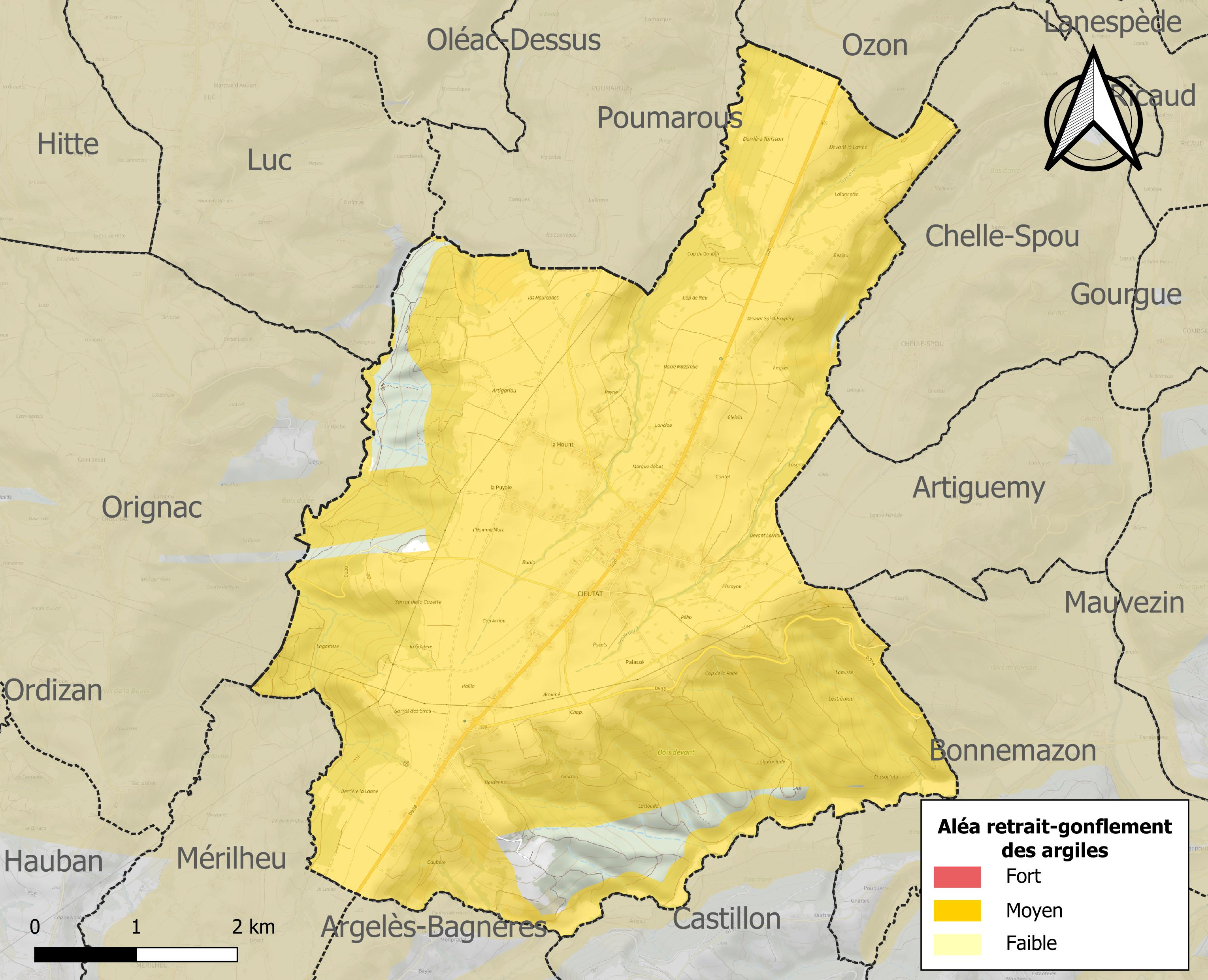
Carte des zones d'aléa retrait-gonflement des sols argileux de Cieutat.

Les mouvements de terrains susceptibles de se produire sur la commune sont des mouvements de sols liés à la présence d'argile et des tassements différentiels.
Le retrait-gonflement des sols argileux est susceptible d'engendrer des dommages importants aux bâtiments en cas d’alternance de périodes de sécheresse et de pluie. 93,3 % de la superficie communale est en aléa moyen ou fort (44,5 % au niveau départemental et 48,5 % au niveau national). Sur les 324 bâtiments dénombrés sur la commune en 2019, 324 sont en aléa moyen ou fort, soit 100 %, à comparer aux 75 % au niveau départemental et 54 % au niveau national. Une cartographie de l'exposition du territoire national au retrait gonflement des sols argileux est disponible sur le site du BRGM,.
Par ailleurs, afin de mieux appréhender le risque d’affaissement de terrain, l'inventaire national des cavités souterraines permet de localiser celles situées sur la commune.
Concernant les mouvements de terrains, la commune a été reconnue en état de catastrophe naturelle au titre des dommages causés par des mouvements de terrain en 1999.

#### Risque technologique
Le risque de transport de matières dangereuses sur la commune est lié à sa traversée par une canalisation de transport d'hydrocarbures. Un accident se produisant sur une telle infrastructure est susceptible d’avoir des effets graves sur les biens, les personnes ou l'environnement, selon la nature du matériau transporté. Des dispositions d’urbanisme peuvent être préconisées en conséquence.

## Toponymie

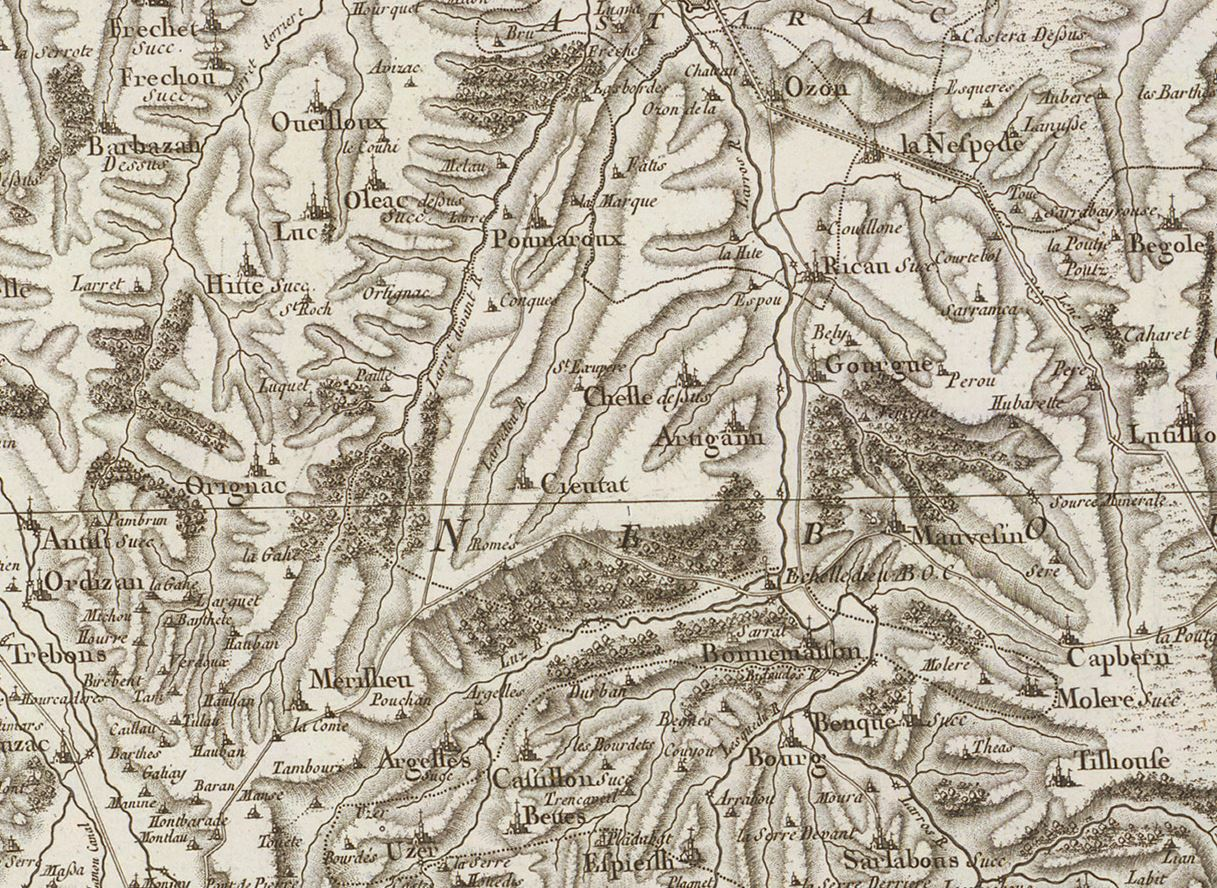
Extrait de la carte de Cassini (entre 1756 et 1789) situant Cieutat

On trouvera les principales informations dans le Dictionnaire toponymique des communes des Hautes Pyrénées de Michel Grosclaude et Jean-François Le Nail qui rapporte les dénominations historiques du village :
Dénominations historiques :
- Neurest, (v. 1110, cartulaire de Bigorre ; XIIe siècle, ibid.) ;
- La Ciutat, (v. 1200-1230, ibid.) ;
- la Ciutad, (1251, Du Bourg) ;
- villam Civitatis de Navares, latin et gascon (1256, contrat de mariage Esquivat) ;
- ville Civitatis de Naverest, latin et gascon. (1257, cartulaires Bigorre) ;
- Ciutad, (1285, Montre Bigorre) ;
- Laciotat, (1300, enquête Bigorre) ;
- De Civitate, latin (1342, pouillé de Tarbes ; 1379, procuration Tarbes) ;
- La Ciutat, (1429, censier de Bigorre) ;
- Cieutat, (1614, Guillaume Mauran) ;
- Cieutat, (fin XVIIIe siècle, carte de Cassini).

Étymologie : son nom est la forme occitane du mot latin civitas, qui signifie cité, pour indiquer à la fois la ville, la civilisation et la citoyenneté romaines. Elle partage cette étymologie avec la ville de la Ciotat, située en Provence. Au bas empire et au haut Moyen Âge, elle était la capitale de la province de Bigorre.

## Histoire

### Cadastre napoléonien de Cieutat
Le plan cadastral napoléonien de Cieutat est consultable sur le site des archives départementales des Hautes-Pyrénées.

## Politique et administration

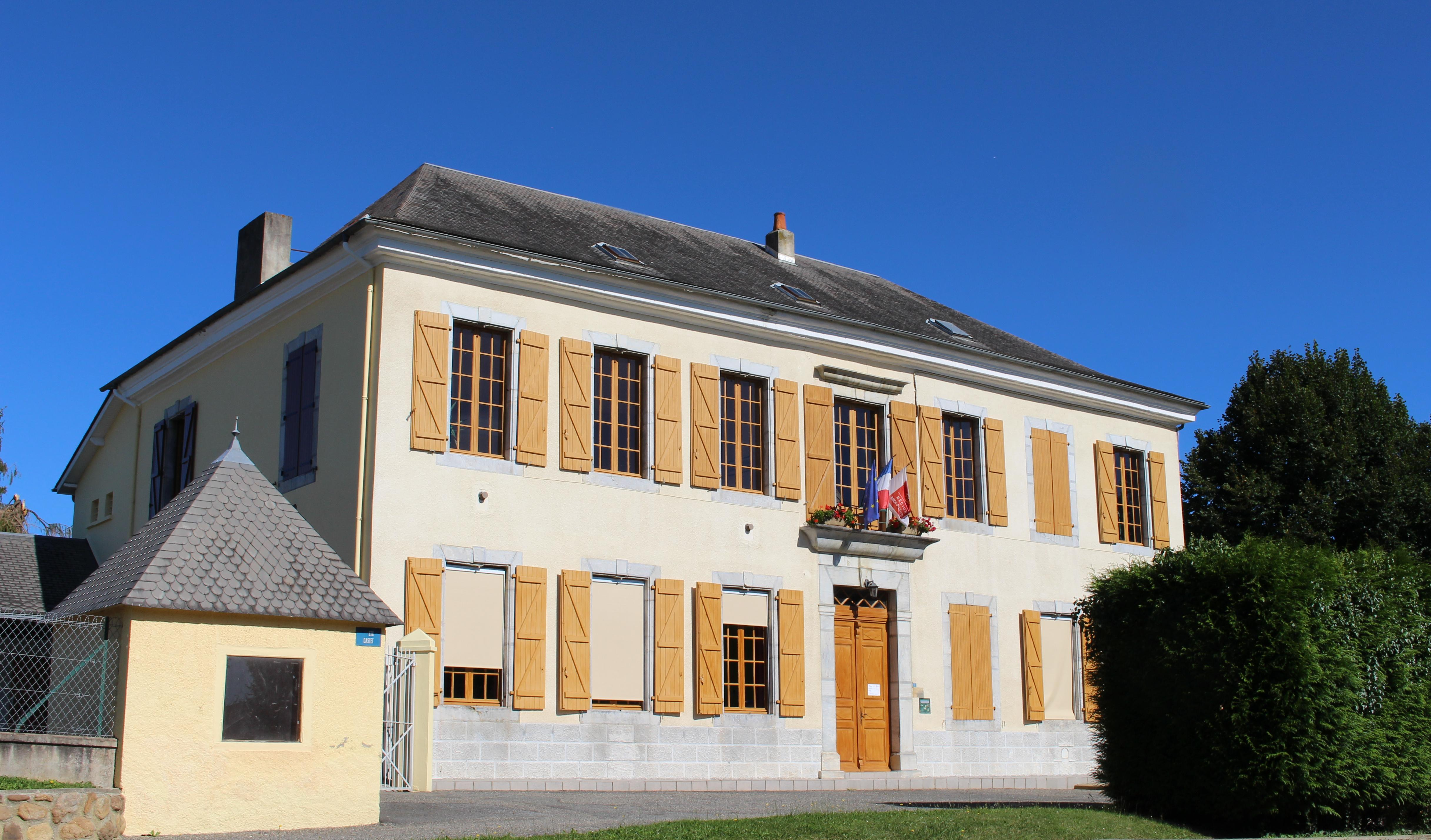
La mairie en 2014.

### Liste des maires
| Période                                  | Période   | Identité                  | Étiquette | Qualité |
| ---------------------------------------- | --------- | ------------------------- | --------- | ------- |
| Les données manquantes sont à compléter. |           |                           |           |         |
|                                          |           |                           |           |         |
| mars 1995                                | mars 2001 | Claude Biradon            |           |         |
| mars 2001                                | mars 2008 | André Abadie              |           |         |
| mars 2008                                | mars 2014 | Marie-José Darre-Cabarrou |           |         |
| mars 2014                                | mars 2020 | Edmond Prottung           |           |         |
| mars 2020                                | en cours  | Philippe Dansaut          |           |         |

### Rattachements administratifs et électoraux

#### Historique administratif
Sénéchaussée de Toulouse, élection de Nébouzan, viguerie de Mauvezin, canton de Bagnères, puis de Bourg, de Bagnères-de-Bigorre (depuis 1801).

#### Intercommunalité
Cieutat appartient à la communauté de communes Haute-Bigorre créée en décembre 1994 et qui réunit 24 communes.

### Services publics
La commune de Cieutat dispose d'une agence postale.

## Population et société

### Démographie

#### Évolution démographique
L'évolution du nombre d'habitants est connue à travers les recensements de la population effectués dans la commune depuis 1793. Pour les communes de moins de 10 000 habitants, une enquête de recensement portant sur toute la population est réalisée tous les cinq ans, les populations de référence des années intermédiaires étant quant à elles estimées par interpolation ou extrapolation. Pour la commune, le premier recensement exhaustif entrant dans le cadre du nouveau dispositif a été réalisé en 2007.

En 2022, la commune comptait 606 habitants, en évolution de +1,17 % par rapport à 2016 (Hautes-Pyrénées : +1,59 %, France hors Mayotte : +2,11 %).
| 1793 | 1800 | 1806 | 1821 | 1831  | 1836  | 1841  | 1846  | 1851  |
| ---- | ---- | ---- | ---- | ----- | ----- | ----- | ----- | ----- |
| 894  | 927  | 998  | 972  | 1 246 | 1 316 | 1 318 | 1 384 | 1 392 |

| 1856  | 1861  | 1866  | 1872  | 1876  | 1881  | 1886  | 1891  | 1896  |
| ----- | ----- | ----- | ----- | ----- | ----- | ----- | ----- | ----- |
| 1 410 | 1 331 | 1 345 | 1 319 | 1 299 | 1 249 | 1 168 | 1 137 | 1 131 |

| 1901  | 1906  | 1911 | 1921 | 1926 | 1931 | 1936 | 1946 | 1954 |
| ----- | ----- | ---- | ---- | ---- | ---- | ---- | ---- | ---- |
| 1 029 | 1 021 | 919  | 760  | 728  | 672  | 646  | 567  | 535  |

| 1962 | 1968 | 1975 | 1982 | 1990 | 1999 | 2006 | 2007 | 2012 |
| ---- | ---- | ---- | ---- | ---- | ---- | ---- | ---- | ---- |
| 521  | 470  | 457  | 509  | 539  | 518  | 557  | 563  | 605  |

| 2017 | 2022 | - | - | - | - | - | - | - |
| ---- | ---- | - | - | - | - | - | - | - |
| 600  | 606  | - | - | - | - | - | - | - |

### Enseignement
La commune dépend de l'académie de Toulouse. Elle dispose d’une école en 2017.
- École primaire.

## Économie

### Revenus
En 2018, la commune compte 251 ménages fiscaux, regroupant 612 personnes. La médiane du revenu disponible par unité de consommation est de 20 680 € (20 420 € dans le département).

### Emploi
|                | 2008  | 2013  | 2018  |
| -------------- | ----- | ----- | ----- |
| Commune        | 4,3 % | 6,7 % | 5 %   |
| Département    | 7,7 % | 9,4 % | 9,8 % |
| France entière | 8,3 % | 10 %  | 10 %  |

En 2018, la population âgée de 15 à 64 ans s'élève à 363 personnes, parmi lesquelles on compte 75,9 % d'actifs (70,9 % ayant un emploi et 5 % de chômeurs) et 24,1 % d'inactifs,. Depuis 2008, le taux de chômage communal (au sens du recensement) des 15-64 ans est inférieur à celui de la France et du département.
La commune fait partie de la couronne de l'aire d'attraction de Tarbes, du fait qu'au moins 15 % des actifs travaillent dans le pôle,. Elle compte 78 emplois en 2018, contre 95 en 2013 et 92 en 2008. Le nombre d'actifs ayant un emploi résidant dans la commune est de 260, soit un indicateur de concentration d'emploi de 30 % et un taux d'activité parmi les 15 ans ou plus de 55,8 %.
Sur ces 260 actifs de 15 ans ou plus ayant un emploi, 53 travaillent dans la commune, soit 20 % des habitants. Pour se rendre au travail, 90,4 % des habitants utilisent un véhicule personnel ou de fonction à quatre roues, 1,5 % les transports en commun, 1,9 % s'y rendent en deux-roues, à vélo ou à pied et 6,2 % n'ont pas besoin de transport (travail au domicile).

## Culture locale et patrimoine

### Lieux et monuments

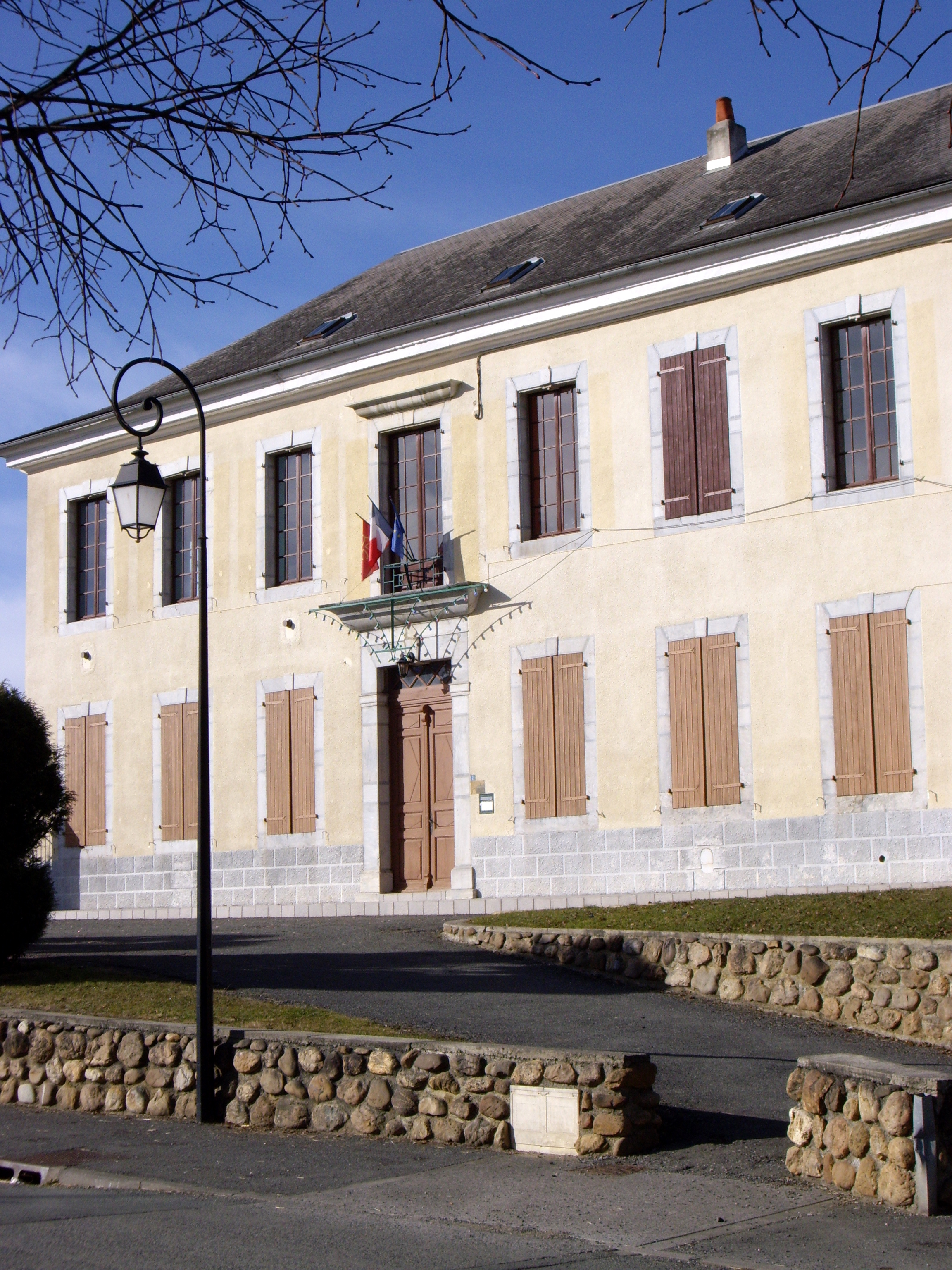
Mairie de Cieutat.
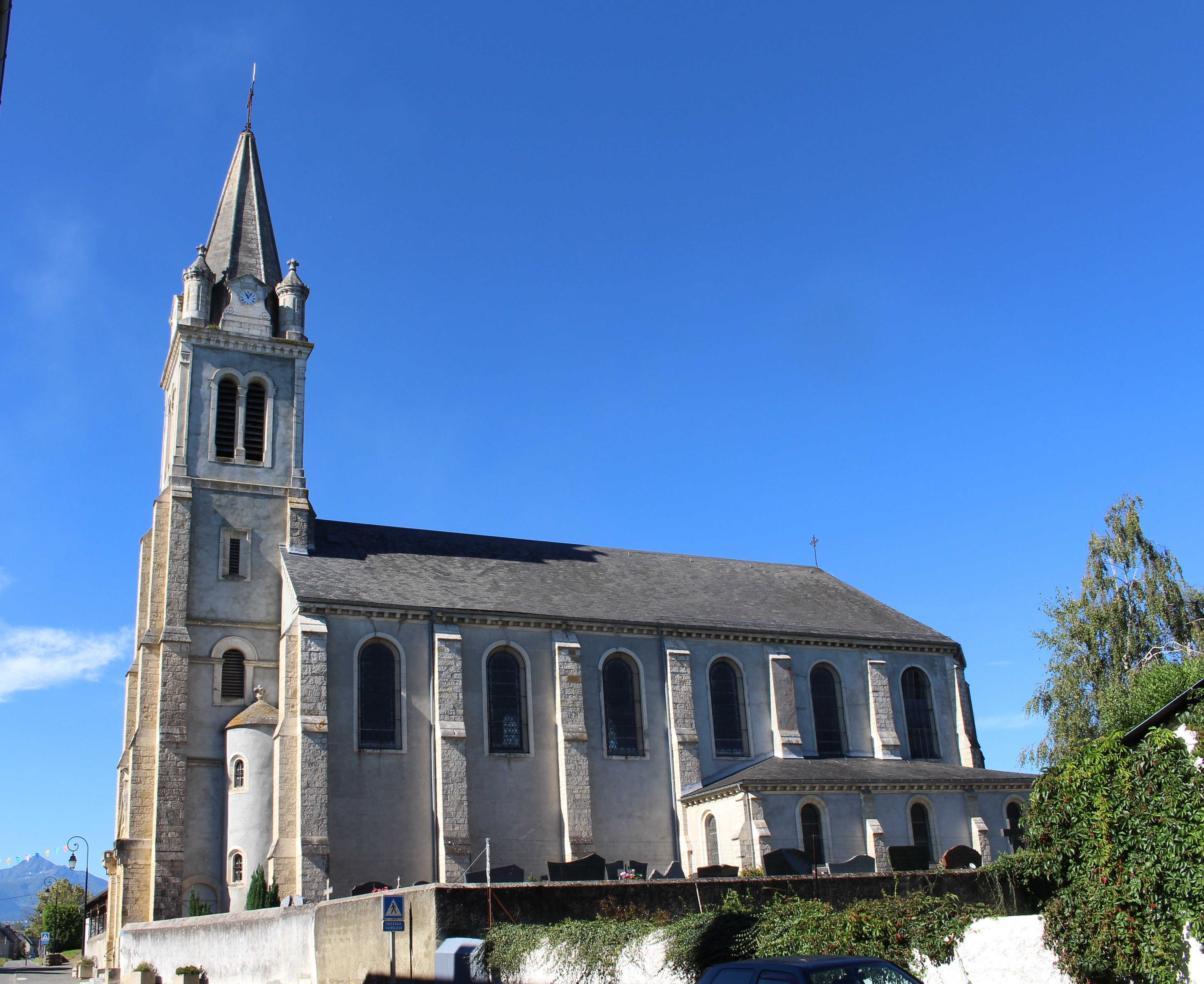
Église Saint-Barthélémy.
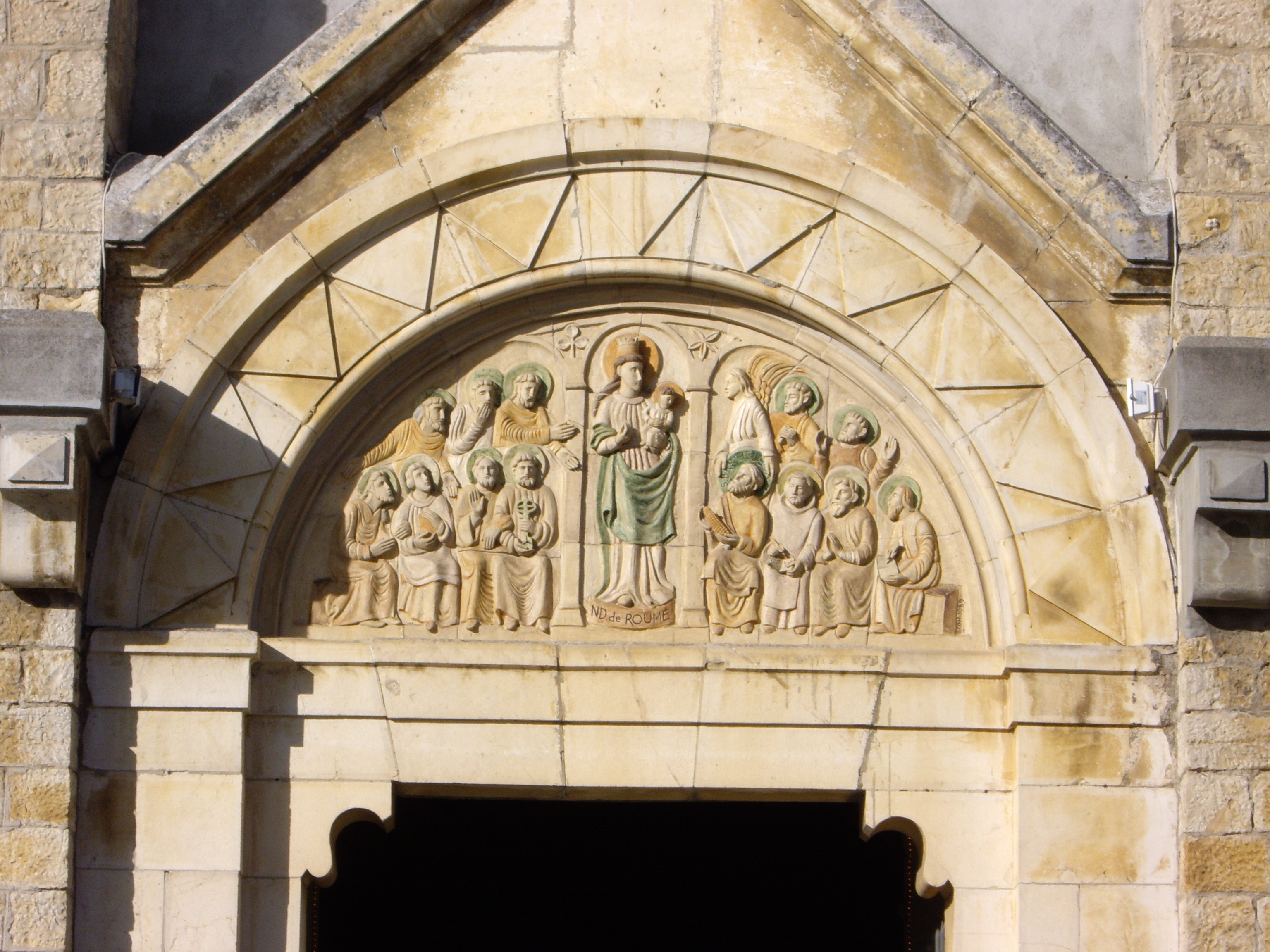
Portail de l'église Saint-Barthélémy.
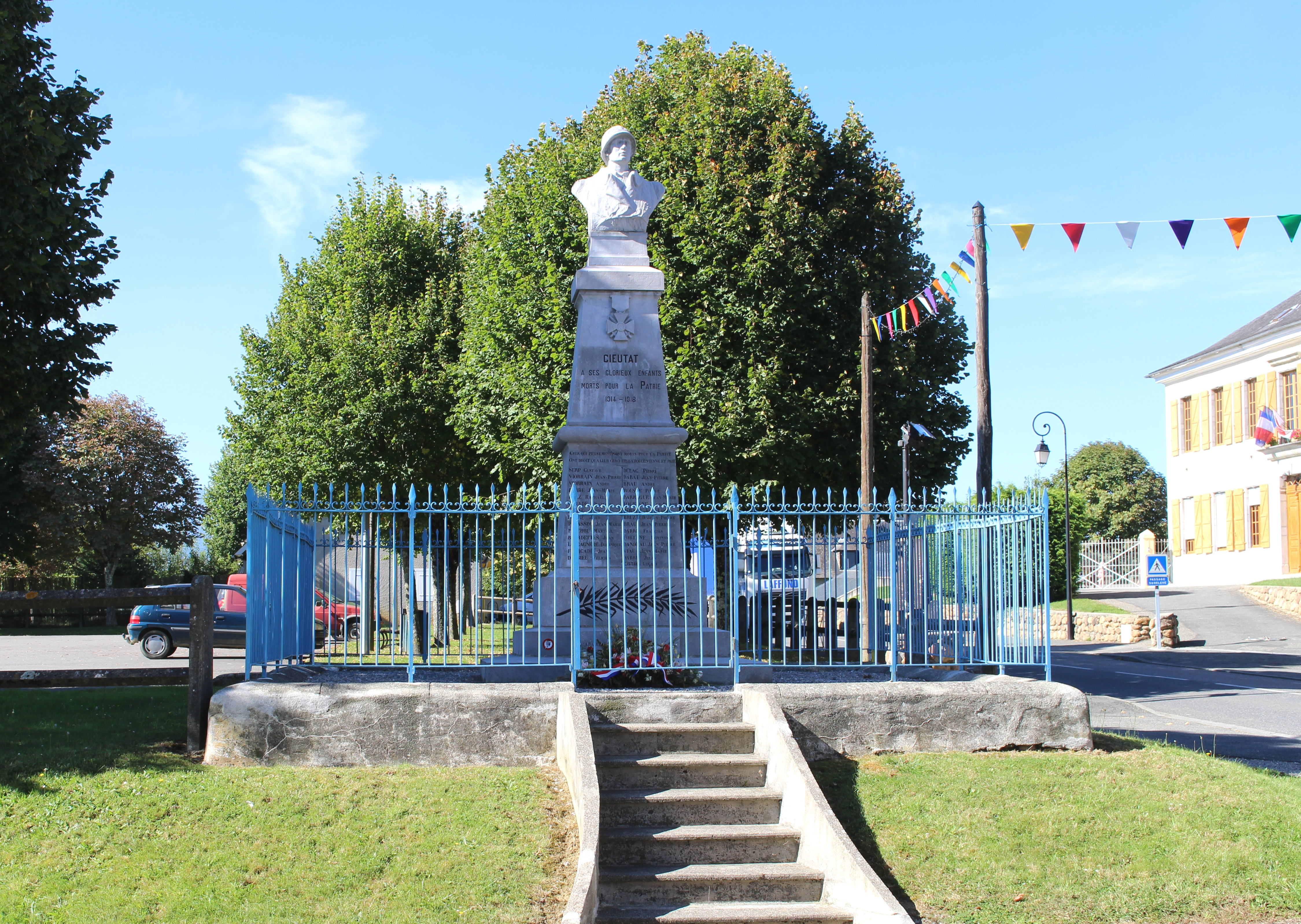
Monument aux morts.
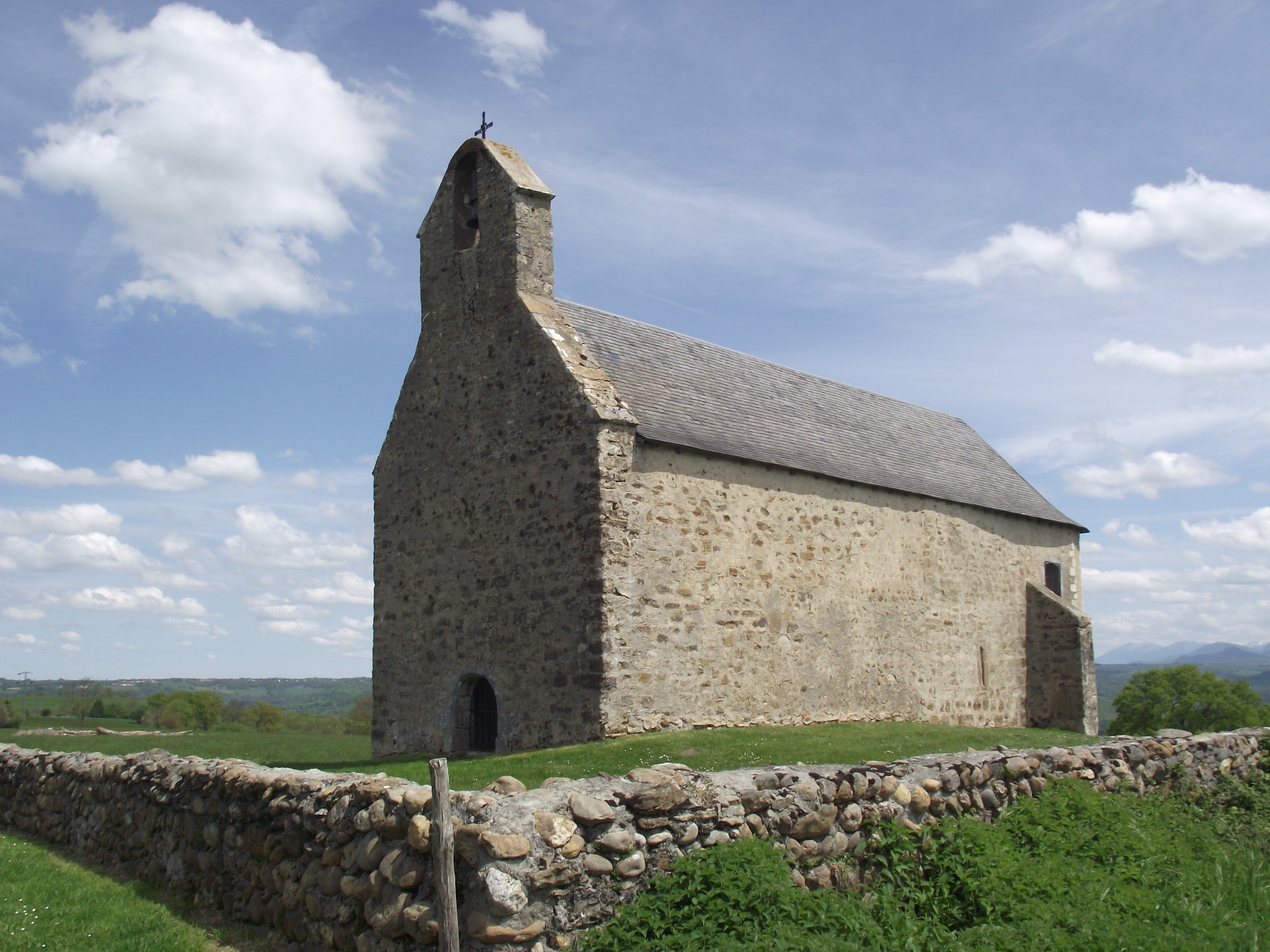
Chapelle de Roumé.
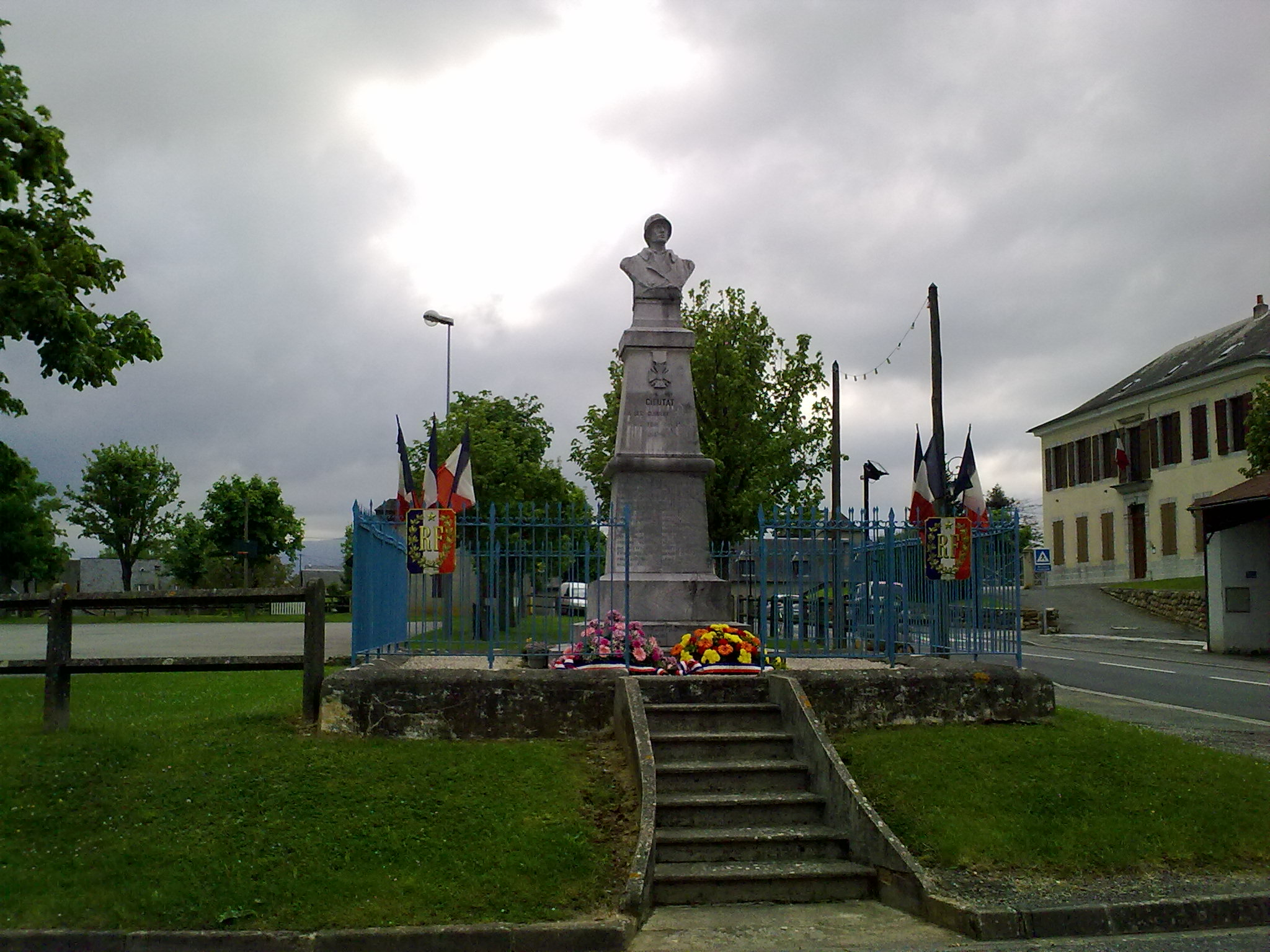
Monument aux morts.
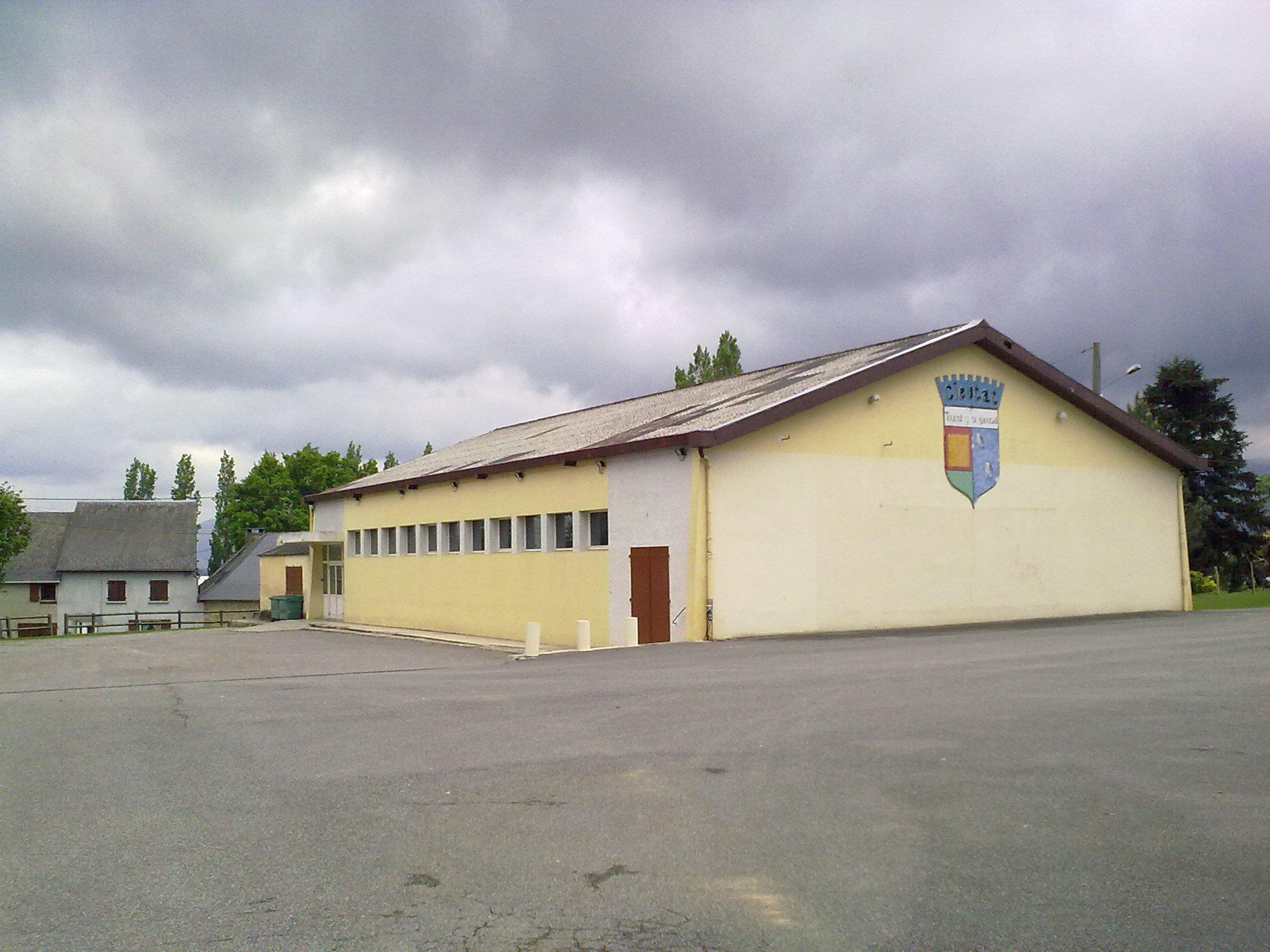
Salle.
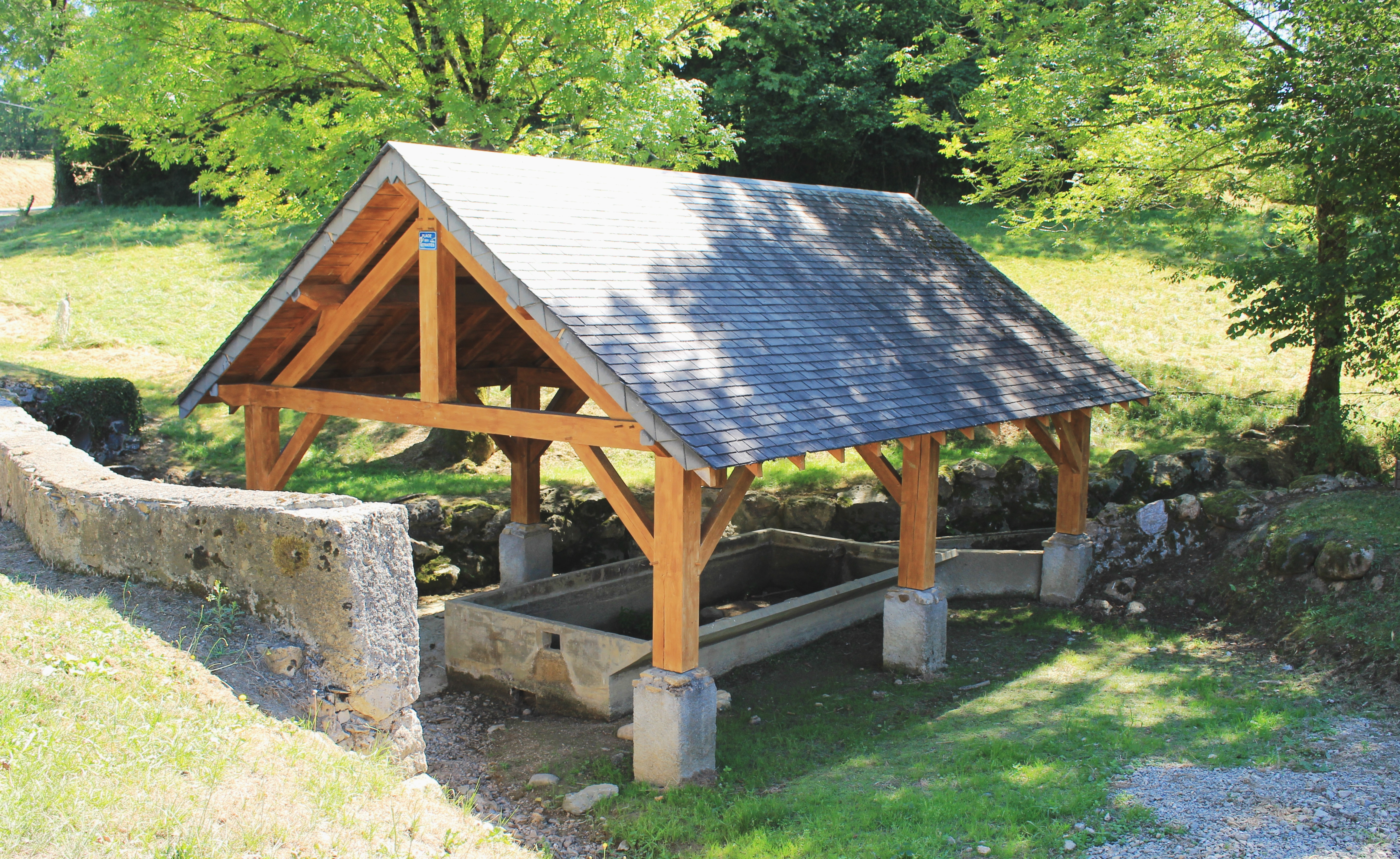
Lavoir.
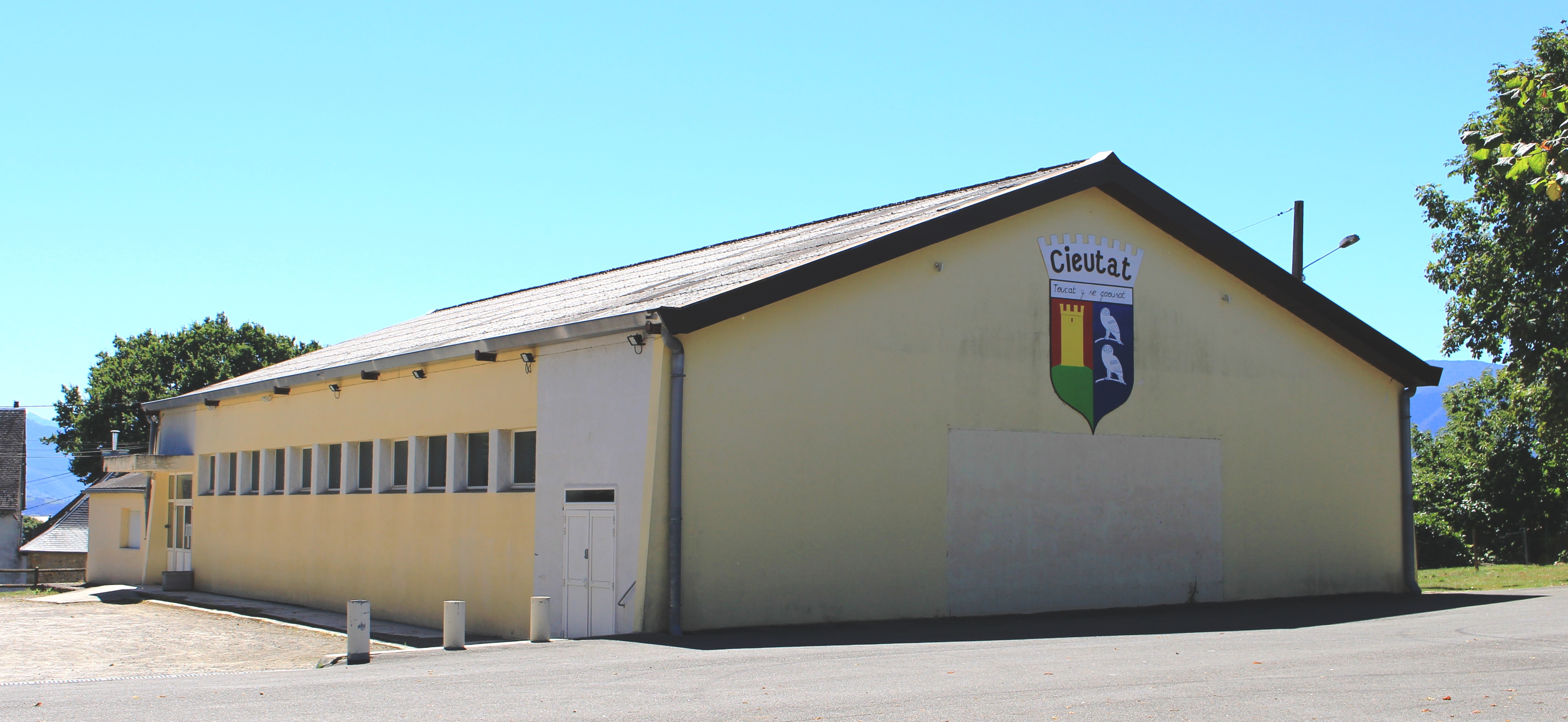
Salle des fêtes.
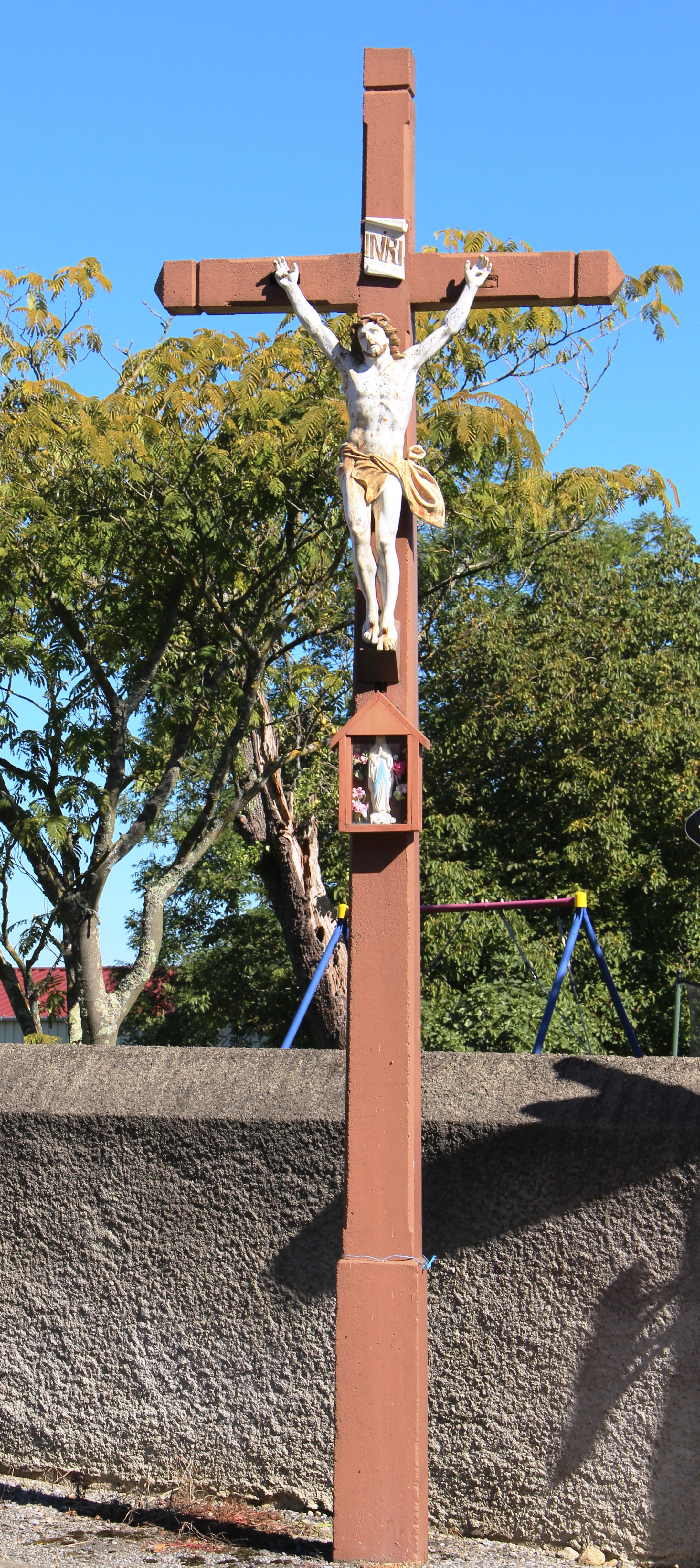
Une croix.
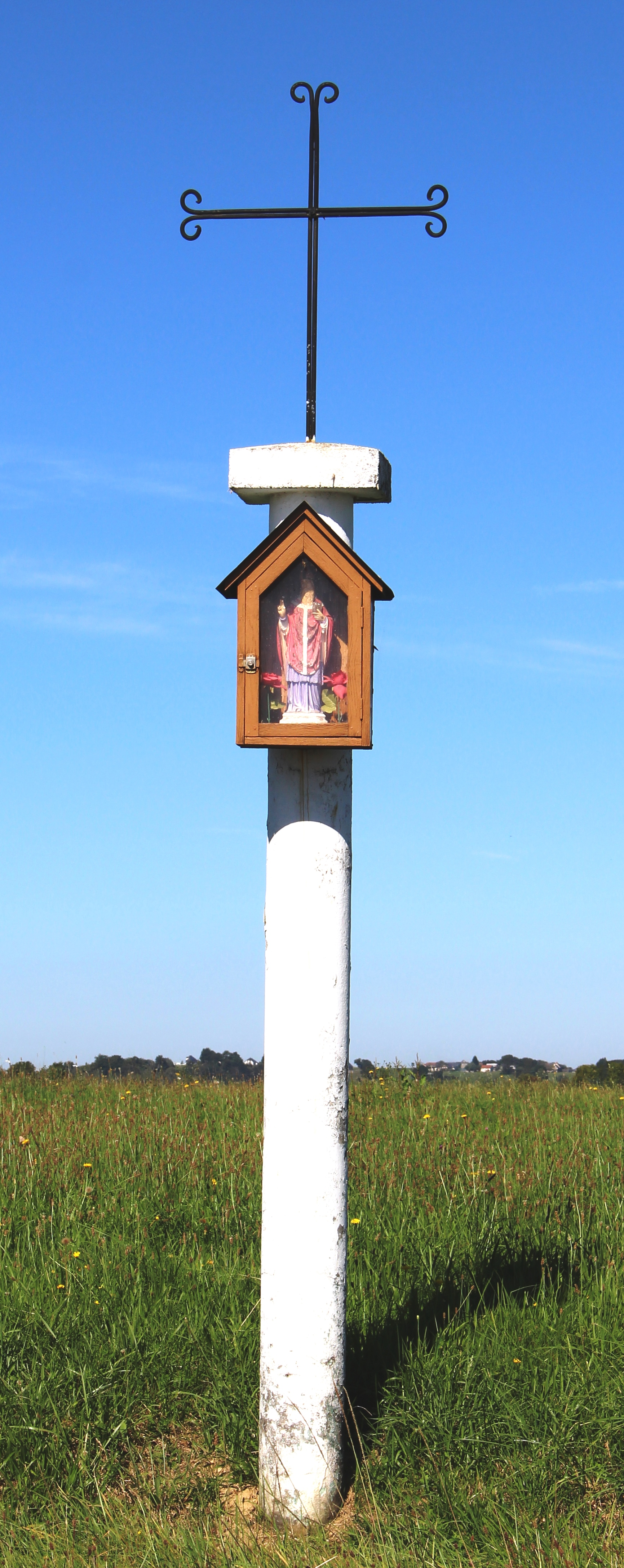
Une croix de carrefour

- L'église Saint-Barthélémy.
- La chapelle Notre-Dame-de-Roumé, qui est inscrite au monument historique depuis 1956.
- Lavoir.

### Héraldique
| Blason | Blasonnement : Parti : au premier de gueules à une palissade alésée d’or posée sur une terrasse de sinople, au second d'azur à deux chouettes d’argent perchées sur une branche au naturel, et rangées en bande. Commentaires : Blason officiel contrôlé auprès de la mairie. Devise : « toucat y se gaousat » (touchez-y si vous osez). |